# Касьяненко Федір Дмитрович
Федір Дмитрович Касьяненко (нар. 1928, село Полкова Микитівка, тепер Богодухівського району Харківської області — ?) — український радянський діяч, токар Харківського тракторного заводу Харківської області. Депутат Верховної Ради СРСР 8—10-го скликань.

## Біографія
Народився в селянській родині. Трудову діяльність розпочав у 1946 році колгоспником.
Освіта середня. У 1948 році закінчив школу фабрично-заводського навчання у Харкові.
У 1948—1951 роках — токар Харківського тракторного заводу імені Серго Орджонікідзе.
У 1951—1955 роках — у Радянській армії.
З 1955 року — токар-лекальник інструментального цеху Харківського тракторного заводу імені Серго Орджонікідзе. Ударник комуністичної праці, раціоналізатор.
Член КПРС з 1967 року.
Потім — на пенсії в місті Харкові.

## Нагороди
- орден Леніна
- орден Жовтневої Революції
- медаль «За добесну працю. В ознаменування 100-річчя з дня народження Володимира Ілліча Леніна»
- медалі